# Liste der denkmalgeschützten Objekte in Lobmingtal
Die Liste der denkmalgeschützten Objekte in Lobmingtal enthält die 15 denkmalgeschützten, unbeweglichen Objekte der österreichischen Gemeinde Lobmingtal im steirischen Bezirk Murtal.

## Denkmäler
| Foto |                 | Denkmal                                                                                | Standort                                             | Beschreibung | Metadaten |
| ---- | --------------- | -------------------------------------------------------------------------------------- | ---------------------------------------------------- | --- | --- |
| ja   | Datei hochladen | Schloss Großlobming HERIS-ID: 67550 Objekt-ID: 80523                                   | Großlobming 1 Standort KG: Großlobming               | Das Schloss Großlobming war seit Mitte des 14. Jahrhunderts Sitz der Lobminger, von 1499 bis 1730 im Besitz der Saurau, dann der Welsersheim. Der dreigeschoßige Bau mit Mittelrisalit wurde 1777–1779 von Ignaz Plasch errichtet, das Schloss wurde im 19. Jahrhundert umgebaut und verändert. Seit 1979 beherbergt es eine Fachschule für Land- und Ernährungswissenschaft und steht im Eigentum des Landes Steiermark. | BDA-Hist.: Q38117026 Status: § 2a Stand der BDA-Liste: 2025-06-30 Name: Schloss Großlobming GstNr.: .66 Schloss Großlobming                                                    |
| ja   | Datei hochladen | Bildstock HERIS-ID: 67554 Objekt-ID: 80527                                             | Großlobming 2 Standort KG: Großlobming               | | BDA-Hist.: Q38117037 Status: § 2a Stand der BDA-Liste: 2025-06-30 Name: Bildstock GstNr.: 206/1 Bildstock Schlosspark Großlobming                                              |
| ja   | Datei hochladen | Pavillon/Gartenhaus HERIS-ID: 67558 Objekt-ID: 80531                                   | Großlobming 2 Standort KG: Großlobming               | | BDA-Hist.: Q38117068 Status: § 2a Stand der BDA-Liste: 2025-06-30 Name: Pavillon/Gartenhaus GstNr.: 206/1 Holzpavillon Schlosspark Großlobming                                 |
| ja   | Datei hochladen | Sonstiger Begräbnisplatz, Friedhofskreuz, Grabkapelle HERIS-ID: 67571 Objekt-ID: 80544 | bei Hauptstraße 99 Standort KG: Großlobming          | | BDA-Hist.: Q38117111 Status: § 2a Stand der BDA-Liste: 2025-06-30 Name: Sonstiger Begräbnisplatz, Friedhofskreuz, Grabkapelle GstNr.: .97 Sonstiger Begräbnisplatz Großlobming |
| ja   | Datei hochladen | Pfarrhof HERIS-ID: 67544 Objekt-ID: 80517                                              | Murweg 1 Standort KG: Großlobming                    | | BDA-Hist.: Q38116983 Status: § 2a Stand der BDA-Liste: 2025-06-30 Name: Pfarrhof GstNr.: .4 Pfarrhof St. Lambert, Großlobming                                                  |
| ja   | Datei hochladen | Kath. Pfarrkirche hl. Lambert, Friedhof HERIS-ID: 51483 Objekt-ID: 57141               | Murweg 1 Standort KG: Großlobming                    | → Hauptartikel : Pfarrkirche Großlobming f1 | BDA-Hist.: Q38045352 Status: § 2a Stand der BDA-Liste: 2025-06-30 Name: Kath. Pfarrkirche hl. Lambert, Friedhof GstNr.: .6, 55 Pfarrkirche St. Lambert, Großlobming            |
| ja   | Datei hochladen | Amtshof/Nebengebäude des Schlosses HERIS-ID: 67560 Objekt-ID: 80533                    | Parkweg 2 Standort KG: Großlobming                   | Der Amtshof ist ein Nebengebäude des Schlosses. | BDA-Hist.: Q38117078 Status: Bescheid Stand der BDA-Liste: 2025-06-30 Name: Amtshof/Nebengebäude des Schlosses GstNr.: .59/1 Amtshof Großlobming                               |
| ja   | Datei hochladen | Flur-/Wegkapelle hl. Johannes Nepomuk HERIS-ID: 67546 Objekt-ID: 80519                 | Weißkirchnerstraße 1 Standort KG: Großlobming        | | BDA-Hist.: Q38116994 Status: § 2a Stand der BDA-Liste: 2025-06-30 Name: Flur-/Wegkapelle hl. Johannes Nepomuk GstNr.: .65 Nepomukkapelle Großlobming                           |
| ja   | Datei hochladen | Wohnhaus, Verwalterhaus HERIS-ID: 67548 Objekt-ID: 80521                               | Weißkirchnerstraße 1 Standort KG: Großlobming        | Das Verwalterhaus ist ein Nebengebäude des Schlosses. | BDA-Hist.: Q38117015 Status: § 2a Stand der BDA-Liste: 2025-06-30 Name: Wohnhaus, Verwalterhaus GstNr.: .65 Verwalterhaus Großlobming                                          |
| ja   | Datei hochladen | Wegkapelle Feldkreuz HERIS-ID: 67566 Objekt-ID: 80539                                  | Weißkirchnerstraße Standort KG: Großlobming          | | BDA-Hist.: Q38117090 Status: § 2a Stand der BDA-Liste: 2025-06-30 Name: Wegkapelle Feldkreuz GstNr.: 76/2 Wegkapelle Großlobming                                               |
| ja   | Datei hochladen | Bildstock mit Figur hl. Johannes Nepomuk HERIS-ID: 37249 Objekt-ID: 36339              | bei Dorfstraße 22 Standort KG: Kleinlobming          | | BDA-Hist.: Q37974637 Status: Bescheid Stand der BDA-Liste: 2025-06-30 Name: Bildstock mit Figur hl. Johannes Nepomuk GstNr.: .147 Johannes Nepomuk, Kleinlobming               |
| ja   | Datei hochladen | Kapelle Glöckler-Kreuz HERIS-ID: 67795 Objekt-ID: 80776                                | Dorfstraße 31, in der Nähe Standort KG: Kleinlobming | | BDA-Hist.: Q38117604 Status: § 2a Stand der BDA-Liste: 2025-06-30 Name: Kapelle Glöckler-Kreuz GstNr.: 142 Glöcklerkreuz Kleinlobming                                          |
| ja   | Datei hochladen | Stüblergut HERIS-ID: 67792 Objekt-ID: 80773                                            | Gaberlstraße 42 Standort KG: Kleinlobming            | Das Stüblergut wurde urkundlich 1420 als Hospiz und Taverne erwähnt. Das Ensemble besteht aus einem Gasthof, dem Wirtschaftsgebäude und der Messkapelle hll. Rochus und Sebastian. Die Kapelle wurde 1684 geweiht, aus dieser Zeit stammen auch Hochaltar, Kanzel, geschnitzte Empore und Eingangstor. Das Stüblergut erstreckt sich südlich der Gaberl Straße in den Gemeinden Weißkirchen in Steiermark und Großlobming. | BDA-Hist.: Q38117595 Status: Bescheid Stand der BDA-Liste: 2025-06-30 Name: Stüblergut GstNr.: .125 Stüblergut                                                                 |
| ja   | Datei hochladen | Kath. Pfarrkirche hl. Thomas und Friedhof HERIS-ID: 51587 Objekt-ID: 57271             | Kirchengasse 1 Standort KG: Kleinlobming             | Die Kirche wurde erstmals 1242 urkundlich erwähnt, 1360 und 1771 als Pfarre. Dazwischen war sie Filialkirche von Großlobming. Die Chor- und Schiffmauern sind romanisch, der Rest der Kirche wurde nach einem Brand 1917 im Jahre 1919 neu erbaut. Östlich an das Langhaus der leicht am Hang stehenden Kirche schließen Seitenkapellen an, die Kirche ist überall mit Tonnengewölben gedeckt, im Chorschluss ein außen vermauertes romanisches Fenster. Der südlich an das Langhaus angestellte Turm ist in den Obergeschoßen achteckig mit einer zurückgesetzten Glockenstube mit einem Zwiebelhelm. Der Frühbarockaltar mit Knorpelwerkornament aus dem 3. Viertel des 17. Jahrhunderts stammt aus Schloss Sauerbrunn. Das Bild der Maria Immaculata und zwei Statuen des hl. Josephs und des hl. Antonius stammen aus derselben Zeit, die aufgesetzte Statue des hl. Thomas aus dem 2. Viertel des 18. Jahrhunderts stammt von Balthasar Prandtstätter. Am linken Seitenaltar eine stehende Maria mit Kind um 1700 und am Fronbogen zwei Statuen der hll. Joachim und Anna aus der Zeit von 1770 bis 1780. An der Decke drei kleine Glashängeluster aus der 1. Hälfte des 19. Jahrhunderts. Die Kreuzwegbilder stammen von J. Schaar aus dem Jahre 1875. | BDA-Hist.: Q38046160 Status: § 2a Stand der BDA-Liste: 2025-06-30 Name: Kath. Pfarrkirche hl. Thomas und Friedhof GstNr.: .2, 2 Pfarrkirche Kleinlobming                       |
| ja   | Datei hochladen | Pfarrhof HERIS-ID: 51588 Objekt-ID: 57272                                              | Kirchengasse 1 Standort KG: Kleinlobming             | Der Pfarrhof mit seinem hohen Walmdach stammt aus dem 16./17. Jahrhundert. | BDA-Hist.: Q38046170 Status: § 2a Stand der BDA-Liste: 2025-06-30 Name: Pfarrhof GstNr.: .1 Pfarrhof Kleinlobming                                                              |

## Ehemalige Denkmäler
| Foto |                 | Denkmal                                 | Standort                                   | Beschreibung | Metadaten |
| ---- | --------------- | --------------------------------------- | ------------------------------------------ | --- | --- |
| ja   | Datei hochladen | Hackenschmiede Objekt-ID: 72346bis 2013 | Mitterlobming 5 Standort KG: Mitterlobming | Die Hackenschmiede ist charakteristisch für eine Hammerwerksanlage des 19. Jahrhunderts. Sie hat typische Giebelwände und eine Esse. | BDA-Hist.: Q106650118 Status: Bescheid Stand der BDA-Liste: 2013-06-28 Name: Hackenschmiede GstNr.: .1 Hackenschmiede Mitterlobming |